# Grand Prix Jihoafrické republiky 1977
23. Grand Prix Jihoafrické republiky (XXIII South African Grand Prix) se jela 5. května 1977 na okruhu Kyalami jako 283. Velká cena seriálu Formule 1. Vítězem se stal Niki Lauda ve Ferrari 312 T2.
Závod je známý především pro smrtelnou havárii Toma Pryce, který narazil do traťového maršála Frederika Jansena Van Vuurena. Oba po srážce zemřeli.

## Kvalifikace
| Pozice | Číslo | Jezdec             | Tým                      | Čas     | Rošt |
| ------ | ----- | ------------------ | ------------------------ | ------- | ---- |
| 1      | 1     | James Hunt         | McLaren-Ford Cosworth    | 1'15"96 | 1    |
| 2      | 8     | Carlos Pace        | Brabham-Alfa Romeo       | 1'16"01 | 2    |
| 3      | 11    | Niki Lauda         | Ferrari                  | 1'16"29 | 3    |
| 4      | 4     | Patrick Depailler  | Tyrrell-Ford Cosworth    | 1'16"33 | 4    |
| 5      | 20    | Jody Scheckter     | Wolf-Ford Cosworth       | 1'16"35 | 5    |
| 6      | 5     | Mario Andretti     | Lotus-Ford Cosworth      | 1'16"38 | 6    |
| 7      | 3     | Ronnie Peterson    | Tyrrell-Ford Cosworth    | 1'16"44 | 7    |
| 8      | 12    | Carlos Reutemann   | Ferrari                  | 1'16"54 | 8    |
| 9      | 28    | Emerson Fittipaldi | Fittipaldi-Ford Cosworth | 1'16"64 | 9    |
| 10     | 6     | Gunnar Nilsson     | Lotus-Ford Cosworth      | 1'16"65 | 10   |
| 11     | 7     | John Watson        | Brabham-Alfa Romeo       | 1'16"71 | 11   |
| 12     | 26    | Jacques Laffite    | Ligier-Matra             | 1'16"74 | 12   |
| 13     | 2     | Jochen Mass        | McLaren-Ford Cosworth    | 1'16"99 | 13   |
| 14     | 19    | Vittorio Brambilla | Surtees-Ford Cosworth    | 1'17"08 | 14   |
| 15     | 16    | Tom Pryce          | Shadow-Ford Cosworth     | 1'17"11 | 15   |
| 16     | 22    | Clay Regazzoni     | Ensign-Ford Cosworth     | 1'17"21 | 16   |
| 17     | 9     | Alex-Dias Ribeiro  | March-Ford Cosworth      | 1'17"44 | 17   |
| 18     | 10    | Hans-Joachim Stuck | March-Ford Cosworth      | 1'17"49 | 18   |
| 19     | 18    | Hans Binder        | Surtees-Ford Cosworth    | 1'18"07 | 19   |
| 20     | 17    | Renzo Zorzi        | Shadow-Ford Cosworth     | 1'18"42 | 20   |
| 21     | 33    | Boy Hayje          | March-Ford Cosworth      | 1'19"59 | 21   |
| 22     | 14    | Larry Perkins      | BRM                      | 1'21"77 | 22   |
| 23     | 30    | Brett Lunger       | March-Ford Cosworth      | 1'24"35 | 23   |

## Závod
James Hunt pokračoval ve své řadě pole position, za ním startovali Carlos Pace a Niki Lauda. Hunt si po startu udržel 1. místo před Laudou a Jody Scheckterem po propadu Paceho. V sedmém kole se Lauda ujal vedení a už do konce závodu nebyl předjet. O 11 kol později předjel Hunta i Schectker.
V 22. kole vyrazili dva traťoví maršálové přes trať k odstavenému vozu Shadow Renzo Zorziho, kterému selhal motor. Druhý z maršálů, Fredrik Jansen van Vuuren, byl zasažen vozem Toma Pryce a okamžitě zemřel. Hasicí přístroj, který nesl, zasáhl Pryce do hlavy, čímž ho usmrtil a téměř mu setnul hlavu.
Závod nicméně pokračoval a Lauda získal první vítězství po jeho nehodě na Nürburgringu. Jihoafričan Jody Scheckter s vozem Wolf WR1 dojel druhý a třetí skončil Francouz Patrick Depailler na šestikolce Tyrrell po předjetí Hunta v posledních kolech.

## Výsledky
| Pozice | Číslo | Jezdec             | Tým                | Kola | Čas/odstoupení  | Start | Body |
| ------ | ----- | ------------------ | ------------------ | ---- | --------------- | ----- | ---- |
| 1      | 11    | Niki Lauda         | Ferrari            | 78   | 1:42:21.6       | 3     | 9    |
| 2      | 20    | Jody Scheckter     | Wolf-Ford          | 78   | +5.2            | 5     | 6    |
| 3      | 4     | Patrick Depailler  | Tyrrell-Ford       | 78   | +5.7            | 4     | 4    |
| 4      | 1     | James Hunt         | McLaren-Ford       | 78   | +9.5            | 1     | 3    |
| 5      | 2     | Jochen Mass        | McLaren-Ford       | 78   | +19.9           | 12    | 2    |
| 6      | 7     | John Watson        | Brabham-Alfa Romeo | 78   | +20.2           | 11    | 1    |
| 7      | 19    | Vittorio Brambilla | Surtees-Ford       | 78   | +23.6           | 14    |      |
| 8      | 12    | Carlos Reutemann   | Ferrari            | 78   | +26.7           | 8     |      |
| 9      | 22    | Clay Regazzoni     | Ensign-Ford        | 78   | +46.2           | 16    |      |
| 10     | 28    | Emerson Fittipaldi | Fittipaldi-Ford    | 78   | +1:11.7         | 9     |      |
| 11     | 18    | Hans Binder        | Surtees-Ford       | 77   | +1 kolo         | 19    |      |
| 12     | 6     | Gunnar Nilsson     | Lotus-Ford         | 77   | +1 kolo         | 10    |      |
| 13     | 8     | Carlos Pace        | Brabham-Alfa Romeo | 76   | +2 kola         | 2     |      |
| 14     | 30    | Brett Lunger       | March-Ford         | 76   | +2 kola         | 23    |      |
| 15     | 14    | Larry Perkins      | BRM                | 73   | +5 kol          | 22    |      |
| Ret    | 9     | Alex Ribeiro       | March-Ford         | 66   | Motor           | 17    |      |
| Ret    | 10    | Hans Joachim Stuck | March-Ford         | 55   | Motor           | 18    |      |
| Ret    | 5     | Mario Andretti     | Lotus-Ford         | 43   | Nehoda          | 6     |      |
| Ret    | 33    | Boy Hayje          | March-Ford         | 33   | Převodovka      | 21    |      |
| Ret    | 26    | Jacques Laffite    | Ligier-Matra       | 22   | Nehoda          | 12    |      |
| Ret    | 16    | Tom Pryce          | Shadow-Ford        | 22   | Smrtelná nehoda | 15    |      |
| Ret    | 17    | Renzo Zorzi        | Shadow-Ford        | 21   | Únik paliva     | 20    |      |
| Ret    | 3     | Ronnie Peterson    | Tyrrell-Ford       | 5    | Palivový systém | 7     |      |

## Nehoda
Ve 22. kole pro poruchu motoru odstoupil ze závodu Ital Renzo Zorzi na Shadowu a odstavil svůj vůz nalevo od trati. Krátce poté, co vůz zastavil za slepým vrcholem vyvýšeniny, začal motor hořet. Dva traťoví maršálové na situaci reagovali a vyrazili přes trať s hasicími přístroji, zatímco závod pokračoval. Právě v tento okamžik Pryce v druhém voze Shadow a Hans-Joachim Stuck v Marchi dosáhli vrcholu trati. Stuckův vůz se těsně vyhnul prvnímu maršálovi, ale Pryce, který jel přímo za Stuckem a maršály neviděl, neměl žádný čas zareagovat a zasáhl druhého maršála, Fredericka Jansena van Vuurena, který okamžitě zemřel.
Při nárazu zasáhl van Vuurenův hasicí přístroj Pryceovu hlavu a zničil jeho helmu. Náraz odtrhnul i zbytky helmy, což způsobilo téměř setnutí hlavy podbradníkem. Jeho auto pokračovalo dál dolů po rovince, zatímco Pryceovo tělo bylo stále ve voze. Monopost nakonec opustil trať v první zatáčce, když kolidoval s Ligierem Jacquese Laffita, kterého tím vyřadil ze závodu. Celý incident byl natáčen štábem, který živě přenášel závod.
Zranění Jansena van Vuurena byla natolik závažná, že mohl být identifikován pouze tak, že ředitel závodu shromáždil všechny závodní maršály a van Vuuren nebyl mezi nimi;jeho tělo bylo přepůleno a na trati leželo mnoho částí těla.

## Vedení v závodě
- 1.-6. kolo - James Hunt
- 7.-78. kolo - Niki Lauda

## Zajímavosti
- Šlo o poslední Velkou cenu pro Toma Pryce, který v ní zahynul, a pro Carlose Paceho, který zemřel o 13 dní později při letecké nehodě. Také se jednalo o poslední závod pro tým BRM.
- Patrick Depailler získal ve svém 50. závodě desáté pódium.
- John Watson si připsal první nejrychlejší kolo v kariéře.

## Stav MS

### Jezdci
| *  | Jezdec             | Body |
| -- | ------------------ | ---- |
| 1  | Jody Scheckter     | 15   |
| 2  | Niki Lauda         | 13   |
| =  | Carlos Reutemann   | 13   |
| 4  | James Hunt         | 9    |
| 5  | Carlos Pace        | 6    |
| 6  | Emerson Fittipaldi | 6    |
| 7  | Patrick Depailler  | 4    |
| 8  | Mario Andretti     | 2    |
| =  | Gunnar Nilsson     | 2    |
| =  | Jochen Mass        | 2    |
| 11 | Clay Regazzoni     | 1    |
| =  | Renzo Zorzi        | 1    |
| =  | John Watson        | 1    |

### Konstruktéři
| * | Tým                      | Body |
| - | ------------------------ | ---- |
| 1 | Ferrari                  | 22   |
| 2 | Wolf-Ford Cosworth       | 15   |
| 3 | McLaren-Ford Cosworth    | 9    |
| 4 | Brabham-Alfa Romeo       | 7    |
| 5 | Fittipaldi-Ford Cosworth | 6    |
| 6 | Lotus-Ford Cosworth      | 4    |
| = | Tyrrell-Ford Cosworth    | 4    |
| 8 | Ensign-Ford Cosworth     | 1    |
| = | Shadow-Ford Cosworth     | 1    |